# Zaviralec imunskih nadzornih točk
Zaviralci imunskih nadzornih točk (kraj. ZINT) ali zaviralci imunskih kontrolnih točk so vrsta zdravil, ki se uporabljajo v imunoterapiji številnih vrst raka.
Nadzorne točke so receptorji, ki uravnavajo delovanje limfocitov T. Mednje spadajo na primer CTLA-4 (cytotoxic T lymphocite antigen 4), PD-1 (programed cell death protein 1) in PD-L1 (ligand za PD-1). Pri nekaterih vrstah raka pride do spodbujanja nadzornih točk, tako da je aktivacija limfocitov zavrta. Tako se rakave celice izognejo uničujočemu delovanju limfocitov T. Zdravila, ki vsebujejo zaviralce nadzornih točk, omogočijo aktivacijo limfocitov T in s tem njihovo citotoksično delovanje – uničevanje rakavih celic.

## Predstavniki
Oblasti so doslej odobrile že več zaviralcev nadzornih točk, mnogo pa jih je še v razvoju oziroma v preskušanju. V Evropski uniji odobreni zaviralci nadzornih točk so navedeni v spodnji preglednici.
| Tarča  | Učinkovina    | Zaščiteno ime | Proizvajalec         | Vrste raka |
| ------ | ------------- | ------------- | -------------------- | --- |
| CTLA-4 | ipilimumab    | Yervoy        | Bristol-Myers Squibb | melanom, rak ledvičnih celic, nedrobnocelični pljučni rak                                                                           |
| PD-1   | nivolumab     | Opdivo        | Bristol-Myers Squibb | melanom, nedrobnocelični pljučni rak, rak ledvičnih celic, hodgkinov limfom, ploščatocelični karcinom glave in vratu, rak urotelija |
| PD-1   | pembrolizumab | Keytruda      | Merck Sharp & Dohme  | melanom, nedrobnocelični pljučni rak, rak ledvičnih celic, hodgkinov limfom, ploščatocelični karcinom glave in vratu, rak urotelija |
| PD-1   | cemiplimab    | Libtayo       | Sanofi/Regeneron     | razsejani (metastatski) ali lokalno napredovali ploščatocelični rak kože                                                            |
| PD-L1  | atezolizumab  | Tecentriq     | Roche                | nedrobnocelični pljučni rak, drobnocelični rak pljuč, rak urotelija, rak dojke (v kombinaciji z nab-paklitakselom)                  |
| PD-L1  | durvalumab    | Imfinzi       | Astra Zeneca         | nedrobnocelični pljučni rak |
| PD-L1  | avelumab      | Bavencio      | Merck KGaA           | rak ledvičnih celic (v kombinaciji z aksitinibom), rak merklovih celic                                                              |

## Neželeni učinki
Zaradi aktivacije imunskega sistema prihaja pri zdravljenju z zaviralci nadzornih točk do imunsko pogojenih neželenih učinkov. Neželeni učinki so večinoma blagi do zmerni, možni so pa tudi hudi in celo življenjsko ogrožajoči sopojavi. Neželeni učinki se lahko izrazijo na katerem koli organu, najpogosteje pa so prizadeti koža, črevesje in jetra, pljuča, žleze z notranjim izločanjem in mišično-skeletni sistem. Načeloma so bolj izraženi pri zaviralcih CTLA4 v primerjavi z zaviralci PD-1 ali PD-L1.

## Zgodovina
Prvi zaviralec nadzornih točk, odobren za klinično uporabo, je bil ipilimumab, ki sta ga EMA in FDA za zdravljenje razsejanega malignega melanoma odobrila leta 2011.